# American Philosophical Quarterly
American Philosophical Quarterly is een driemaandelijks verschijnend filosofisch vaktijdschrift. Het werd in 1964 opgericht en geldt als een van de belangrijkste Engelstalige publicatiemiddelen voor vakwetenschappelijke filosofie, waarin jaarlijks ongeveer dertig wetenschappelijke publicaties verschijnen. Het tijdschrift telt 1800 abonnees. De hoofdredacteur is tegenwoordig Paul Moser.